# Mykoła Kopystianski
Mykoła Iwanowycz Kopystianski, ukr. Микола Іванович Копистянський (ur. 19 listopada 1971 w Dolinie, w obwodzie iwanofrankowskim) – ukraiński piłkarz, grający na pozycji pomocnika, trener piłkarski.

## Kariera piłkarska

### Kariera klubowa
Wychowanek miejscowego zespołu Naftowyk Dolina. Pierwszy trener Myron Kurtasz. W latach 1989–1991 służył w wojsku. Po zwolnieniu ze służby wojskowej powrócił do Naftowyka, w którym rozpoczął karierę piłkarską. W listopadzie 1992 występował w klubie Łysonia Brzeżany, po czym ponownie wrócił do Naftowyka. W październiku 1993 został piłkarzem Medyka Morszyn, a podczas przerwy zimowej przeniósł się do Skały Stryj. Latem ponownie wrócił do Naftowyka, a w listopadzie 1994 grał w Awanhardzie Żydaczów. Na początku 1995 wyjechał do Polski, gdzie bronił barw klubu Świt Krzeszowice. Potem przeniósł się do Wisły Kraków. W 1996 powrócił do domu i następnie występował w Naftowyku. Podczas przerwy zimowej sezonu 1996/97 został zaproszony do Prykarpattia Iwano-Frankowsk, ale rozegrał tylko jeden mecz i był wypożyczony do farm klubów Chutrowyk Tyśmienica i Krystał Czortków. Od początku 1998 grał na zasadach wypożyczenia w mołdawskim Nistru Otaci, po czym wrócił do Naftowyka. Latem 1999 ponownie wyjechał do Mołdawii, gdzie występował do końca 2002 w Nistru Otaci. Po dwóch latach pracy szkoleniowej w 2005 powrócił po raz kolejny do Naftowyka i z przerwami bronił jego barw do końca 2007, po czym zakończył karierę piłkarską.

## Kariera trenerska
W latach 2003–2004 trenował drużynę rezerw Nistru Otaci, a w 2007 stał na czele mołdawskiego klubu.

## Sukcesy i odznaczenia

### Sukcesy piłkarskie
Nistru Otaci
- wicemistrz Mołdawii: 2002
- finalista Pucharu Mołdawii: 2001

### Sukcesy trenerskie
Nistru Otaci
- finalista Pucharu Mołdawii: 2007